# Prywatyzacja kapitałowa
Prywatyzacja kapitałowa, zwana też pośrednią – jeden z rodzajów prywatyzacji. Przebiega ona etapami.
Pierwszy etap polega na przekształceniu przedsiębiorstwa państwowego w spółkę prawa handlowego, w której jedynym właścicielem całego pakietu akcji (w przypadku spółki akcyjnej) lub udziałów (w przypadku spółki z ograniczoną odpowiedzialnością) pozostaje Skarb Państwa. Ten proces nazywa się komercjalizacją.
W drugim etapie następuje zbycie akcji Skarbu Państwa. To zbycie może ujawnić się na różne sposoby: począwszy od sprzedaży inwestorom po nieodpłatne przekazanie majątku pracownikom.